# 줌비니
줌비니는 미국 브로더번드 소프트웨어에서 첫 번째 시리즈를 발매하고 현재는 러닝 컴퍼니에서 판권을 소유하고 있으며 대한민국에서는 아리수에듀가 한국어 버전을 발행중인 교육용 게임 시리즈의 한국어판 이름 이면서, 동시에 해당 게임 시리즈에 등장하는 주요 종족의 이름이다. 

줌비니 시리즈로 한국에 발매된 게임은 《줌비니 : 수학논리여행》, 《줌비니 2 : 산악구출작전》, 《줌비니 3 : 아일랜드 오디세이》 총 3개의 타이틀이 있다.
 

줌비니 시리즈 중 첫 번째 작품인 《줌비니 : 수학논리여행》은 1997년 '볼로냐 국제도서전시회'에서 뉴미디어상을 수상하였다.

그리고 대한민국에서 1997년부터 2001년까지 교육용 게임 분야 판매 1위를 기록했고 대한민국의 6000여 개의 초등학교 중 90% 이상의 학교에서 보조교재로 활용되었다.

## 줌비니 시리즈의 역사
줌비니 시리즈는 미국 매사추세츠주의 케임브리지에 위치한 교육연구 센터인 TERC에서 디자인 된 게임으로 첫 번째 작품인 《줌비니 : 수학논리여행》은 1996년에 유럽과 미국에서 브로더번드 소프트웨어에 의해 처음 발매되었다. 1999년 한국어로 번역된 버전이 아리수에듀에 의해 대한민국에서 발매되었다.

1998년에 브로더번드 소프트웨어는 러닝 컴퍼니에 매각 되고 2001년에《줌비니 : 수학논리여행》의 리메이크 버전과 두 번째 작품인 《줌비니 : 산악구출작전》이 러닝 컴퍼니에 의해 미국에서 발매되었다. 같은 해에 한국어 버전도 아리수에듀에 의해 대한민국에서 발매되었다.

2005년 세 번째 작품인 줌비니 3 : 아일랜드 오디세이 가 러닝 컴퍼니에 의해 미국에서 발매되었다. 대한민국에서 한국어로 번역되어 발매되었던 《줌비니 : 수학논리여행》, 《줌비니 2 : 산악구출작전》 과는 달리 《줌비니 3 : 아일랜드 오디세이》는 한국어로 번역이 되지 않고 영어로 발매되었다. 대신 대한민국에서 판매되는 《줌비니 3 : 아일랜드 오디세이》에는 한국어로 된 매뉴얼이 포함되어 있다.

## 줌비니 시리즈의 특징

### 줌비니의 신체적 특성
줌비니 시리즈의 가장 큰 특징은 줌비니들의 신체적 특성을 게임의 중요한 요소로 사용한다는 것이다. 줌비니의 신체는 기본적으로 파랗고 둥근 몸체에 머리카락, 눈, 코, 이동 수단 의 4가지 기관이 달려 있는 형태이다. 그리고 이 4가지 기관은 각각 5가지 종류가 존재하여 총 625마리의 다른 모습의 준비니가 만들어질 수 있다.

줌비니 시리즈의 퍼즐 중 다수는 이러한 줌비니들의 신체적 특성을 기준으로 줌비니들을 분류 하거나 순서를 찾거나 공통점을 가진 줌비니들을 연결하는 등 줌비니들의 신체적 특성을 퍼즐의 중요한 요소로 이용한다.

《줌비니 : 수학논리여행》에서 각 기관의 종류는 아래 표와 같다. 각 기관의 종류는 시리즈에 따라 조금씩 모양이나 색이 다르지만 전체적인 종류의 구성은 유사하다.
| 신체기관  | 종류1                | 종류2          | 종류3     | 종류4                     | 종류5               |
| --------- | -------------------- | -------------- | --------- | ------------------------- | ------------------- |
| 머리 모양 | 뾰족뾰족한 짧은 머리 | 뒤로 묶은 머리 | 올백 머리 | 정수리에 조금만 있는 머리 | 모자를 쓴 단발 머리 |
| 눈 모양   | 속눈썹이 긴 눈       | 외눈박이       | 졸린 눈   | 안경 쓴 눈                | 선글라스 쓴 눈      |
| 코 색깔   | 초록색               | 노란색         | 빨간색    | 보라색                    | 파란색              |
| 이동 수단 | 신발 신은 다리       | 바퀴 달린 신발 | 용수철    | 바퀴 두 개                | 회전날개            |

게임을 하는 플레이어는 줌비니의 신체 기관을 조합하여 새로운 줌비니를 생성할 수도 있고 무작위로 줌비니를 생성하도록 할 수도 있다. 그리고 이러한 방식으로 16마리의 줌비니를 생성하여 퍼즐을 풀면서 생성한 줌비니들을 목표 지점으로 이동시키게 된다. 줌비니를 이동시키는 게임을 여러번 진행하여 625마리의 줌비니를 모두 최종 목적지로 이동시키는 것이 게임의 최종 목표이다.

### 시행착오를 통한 규칙의 발견
줌비니 시리즈의 퍼즐 중에는 플레이어가 시행착오를 통해 규칙을 발견하도록 구성되어있는 퍼즐이 많다. 기본적인 핵심 규칙은 정해져 있지만, 실제로 퍼즐에서 세부적인 규칙이 어떻게 정해져 있는지는 알려주지 않고 플레이어가 몇번의 시행착오와 이를 통한 논리적 추론으로 규칙을 알아내도록 한다.

예를 들어 《줌비니 : 수학논리여행》의 첫 번째 퍼즐인 알레르기 절벽에서는 두 개의 다리가 있고 줌비니들은 다리를 건너서 건너편으로 이동해야한다. 이 때 각각의 줌비니는 자신의 신체적 특성에 따라 두 개의 다리 중 한쪽으로만 건너갈 수 있다는 핵심규칙이 있으며 이는 플레이어에게 미리 알려지고 변하지 않는다. 하지만 실제로 줌비니들을 구분짓는 신체적 특성이 무엇인지는 플레이어에게 알려주지 않고 매번 퍼즐을 풀 때마다 기준이 바뀌게 된다. 따라서 플레이어는 줌비니를 보내보면서 줌비니들을 구분짓는 기준이 무엇인지 추론을 통해 알아내야 한다. 

줌비니 시리즈는 이러한 과정을 통해 플레이어가 단순히 정해진 방식으로 문제를 푸는 연습을 하는 것이 아니라 문제를 해결하는 방식을 스스로 찾는 훈련을 할 수 있도록 디자인 되었다.

## 줌비니: 수학논리여행

### 요약
《줌비니 : 수학논리여행》은 줌비니 시리즈의 첫 번째 작품이다. 블로츠 들에게 착취당하고 있는 줌비니들을 줌비니 동산으로 보내주는 것이 목표이며, 줌비니들을 이동시키는 과정에서 여러 퍼즐을 풀게 된다. 총 12가지 퍼즐이 존재하며 각각의 퍼즐은 4단계의 난이도로 나뉘어 있다. 퍼즐들은 주로 줌비니들의 신체적 특성(머리 모양, 눈 모양, 코 색깔, 다리 형태) 을 이용하는 방식으로 구성되어 있으며 게임을 하는 사람의 문제해결능력 과 수학적 사고력을 계발하는 것을 목표로 하고 있다.

### 줄거리
줌비니들은 줌비니 섬에서 작지만 쓸모있는 물건들을 만들면서 평화롭게 살고 있었다. 줌비니들은 모두 다르게 생겼지만 서로 잘 어울리며 즐겁게 지냈고 자신들의 생활에 만족하고있었다. 그러던 어느날 욕심쟁이 블로트들이 줌비니 섬에 와서 사업을 키우고 무역로를 넓혀서 더 잘 살게 해주겠다며 줌비니들을 유혹하였다. 순진한 줌비니들을 그 말을 그대로 믿고 블로트들의 말에 동의하였다. 하지만 블로트들은 곧 줌비니들의 모든 것을 빼앗아 갔다. 이익을 가로채고 휴일을 없애고 일만 산더미같이 시켰다. 나날이 힘든 하루를 보내던 줌비니들은 더 이상 참을 수 없어 섬을 탈출해서 멀리 떨어진 곳에 새로운 마을을 세우기로 결심한다.

### 시작나레이션
《줌비니 : 수학논리여행》은 후속작들과는 달리 시작 영상이 존재하며, 한글 대본은 다음과 같다.
얼마전까지만 해도 줌비니들은 행복하게 살고 있었답니다. 눈도, 코도, 머리도 발도 모두 다르게 생겼지만 그런 건 문제가 되지 않았어요. 이 꼬마 친구들은 세상에 널리 알려지는 작지만 쓸모있는 것들을 만들면서 오순도순 재미나게 살고 있었지요. 줌비니들은 자신들의 생활에 만족했었고, 평화로웠습니다. 게다가 꼬박꼬박 저축도 많이 했답니다. 그런데, 어느날 누가 나타났는지 아세요? 욕심쟁이 블로츠들이었요. 블로츠들은 사업을 키우고 무역로를 넓혀서 지금보다 훨씬 잘 살게 해주겠다고 줌비니들을 속였어요. 워낙에 순진한 줌비니들은 그들의 제안에 동의했답니다. 하지만 얼마못가 블로츠들은 모든 것을 빼앗아갔어요! 이익을 가로채고, 휴일들을 없애고, 일만 산더미같이 시켰답니다. 나날 힘든 하루하루가 계속되었지요. 자, 더 이상 참을 수 없게 된 줌비니들이 대책을 세우기 위해 모였는데 - 줌비니들은 섬을 탈출해 멀리 떨어진 곳에 새마을을 세우기로 결심했습니다.

### 스테이지구성
《줌비니 : 수학논리여행》의 스테이지는 줌비니들을 데리고 목적지까지 가는 길 중간중간에 있는 퍼즐로 구성되어 있다. 퍼즐은 총 12가지가 있고 각각의 퍼즐은 3개씩 4개의 그룹으로 묶여 있다. 12개의 퍼즐은 4단계의 난이도가 있어 퍼즐을 성공적으로 해결한 횟수에 따라 난이도가 자동적으로 변화한다. 

시작 지점인 줌비니 섬에서 16마리의 줌비니를 데리고 출발하면 먼저 첫 번째 퍼즐 그룹인 희망의 길목을 통과하게 된다. 희망의 길목에서는 알레르기 절벽, 차가운 바위 동굴, 피자 파티 3가지의 퍼즐을 차례로 풀게 된다. 희망의 길목을 지나면 중간 휴식 지점인 너럭바위 쉼터가 나타나고 너럭바위 쉼터에서는 손에 손잡고, 어둠의 숲을 지나 두가지 퍼즐 그룹 중 어느 쪽으로 진행할 것인지 선택할 수 있다. 손에 손잡고 그룹에서는 노지기 선장의 통통나루, 두꺼비 연못, 소슬바위 세가지 퍼즐을 차례로 풀게 되고, 어둠의 숲을 지나 그룹에서는 삐따기 동네, 숲속의 방, 널뛰기 돌벽 세가지 퍼즐을 차례로 풀게 된다. 너럭바위 쉼터에서 16마리의 줌비니를 데리고 출발하여 손에 손잡고 또는 어둠의 숲을 지나 퍼즐 그룹을 통과하면 두 번째 중간 지점인 나무그늘 쉼터에 도착한다. 너럭바위쉼터에서 16마리의 줌비니를 데리고 출발하면 절망의 산맥 퍼즐 그룹을 지나게 되고 절망의 산맥에는 사자 동굴, 마술 거울, 거품의 심연 세가지 퍼즐들이 차례로 배치되어있다. 마지막 퍼즐 그룹인 절망의 산맥을 통과하면 최종 목적지인 줌비니 동산에 도착하게 된다.

### 퍼즐
《줌비니 : 수학논리여행》의 퍼즐은 총 12가지가 있고 각각의 퍼즐은 3개씩 4개의 그룹으로 묶여 있다.12개의 퍼즐은 4단계의 난이도가 있어 퍼즐을 성공적으로 해결한 횟수에 따라 난이도가 자동적으로 변화한다. 퍼즐의 목록은 아래와 같다.
- 희망의 길목

- 알레르기 절벽
- 차가운 바위 동굴
- 피자 파티

- 손에 손잡고

- 노지기 선장의 통통나루
- 두꺼비 연못
- 소슬바위

- 어둠의 숲을 지나

- 비따기 동네
- 숲속의 방
- 널뛰기 돌벽

- 절망의 산맥

- 사자 동굴
- 마술 거울
- 거품의 심연

### 한글화
《줌비니 : 수학논리여행》은 한글화 작업이 잘 되어있다. 메뉴에 나오는 글자들과 도움말 등의 글들이 모두 한글화가 되어 있고, 나레이션과 캐릭터들의 대사도 모두 한국어로 번역이 되어 있다. 또한 줌비니들의 이름도 외래어나 한자가 섞이지 않은 순수한 한국어로 되어 있어 번역을 할 때 세심한 곳까지 신경 썼다는 사실을 알 수 있다.

### 이스터 에그
《줌비니 : 수학논리여행》에는 몇가지 이스터 에그가 존재한다.
- 너럭바위 쉼터의 이스터 에그

- 바위 주변의 버섯들을 클릭하면 버섯들의 색깔이 바뀐다.
- 화면 왼쪽 아래의 나무의 틈을 클릭하면 나무의 틈에서 두개의 불빛이 깜빡이다가 깜빡이는 새 두마리가 날아간다.
- 장작을 클릭하면 불이 커지면서 위쪽에 걸려있는 냄비의 내용물이 끓어 넘친다.
- 바위를 누르면 바위 밑에서 바위얼굴이 나와 주변을 두리번 거리다 다시 들어간다.
- 연못에 있는 돌을 누르면 바위 인간이 일어나서 노래를 하며 목욕을 하고 다시 연못 속으로 들어간다.
- 오른쪽 위에 있는 풀 숲을 누르면 풀 숲을 등위에 지고 있는 너구리같은 동물이 나왔다 들어간다.

- 나무그늘 쉼터의 이스터 에그

- 중앙 나무의 줄기에 있는 3개의 나무판을 클릭하면 각각 다른 소리가 난다.
- 중앙 나무의 왼쪽 가지를 클릭하면 가지가 손처럼 되면서 나무를 긁는다.
- 장작을 누르면 두개의 장작이 공중에 날아올라서 서로 비벼서 불을 지핀다.
- 장작 주변 돌을 누르면 돌들이 튀어나와서 음악을 연주한다.
- 장작 옆에 놓여있는 통나무를 클릭하면 통나무가 기어서 어디론가 가버리고 가버린 빈자리를 누르면 다시 돌아온다.
- 뒤쪽에 있는 나무를 클릭하면 나무가 꿈틀거리다가 나무 속에서 박쥐가 튀어나와 날아간다.
- 박쥐가 튀어나간 나무를 다시 클릭하면 어디선가 딱따구리가 날아와 나무를 쪼고 나무가 신경질을 내면 딱따구리가 다시 날아간다.
- 장작 오른쪽 바위를 클릭하면 바위 밑에서 물이 터져나온다.
- 뒤쪽 배경의 산을 클릭하면 구름이 나와서 번개를 치고 누군가의 비명소리가 들린다.

- 줌비니 동산의 이스터 에그

- 줌비니 동산에서 다시 줌비니 섬으로 돌아가지 않고 계속 있으면 빨리 줌비니 섬으로 돌아가라는 나레이션이 나온다.

## 줌비니 2: 산악구출작전

### 요약
《줌비니 2 : 산악구출작전》은 줌비니 시리즈의 두 번째 작품이다. 브로더번드 소프트웨어에서 발행했던 《줌비니 : 수학논리여행》과는 달리 러닝 컴퍼니에서 발행한 작품이다. 폭풍우로 인해 동굴에 갇힌 동료 줌비니들을 구하기 위해 구조단을 만들어 구조장소로 이동하는 것이 목표이며 이전 작품과 같이 이동하는 과정에서 여러 퍼즐을 풀게 된다. 2D 그래픽이었던 이전 작품과 달리 3D 그래픽을 보여주며, 이진수, 네트워크, 순열과 같은 수리논리학적인 개념을 익히게 하는데 좀 더 집중한 작품이다. 총 9가지 퍼즐을 포함하고 있으며 각각의 퍼즐은 3단계의 난이도를 가지고 있다.

### 줄거리
줌비니들은 줌비니 마을에서평화롭게 살고 있었다. 그러던 어느날 폭풍우가 난 후에 아롱이 가 마을로 달려와서 마을에 있던 줌비니들에게 친구들이 위험하다는 이야기를 하게 된다. 아롱이의 이야기에 따르면 아롱이는 친구들과 함께 딸기밭에서 딸기를 따고 돌아오는 길에 폭풍우를 만났다. 아롱이와 친구들은 폭풍우를 피해 동굴로 피신했는데 그곳에서 우언가 이상한 생명체들이 주위를 둘러싸고 있다는 사실을 깨달았다. 아롱이가 놀라서 동굴 밖으로 뛰쳐나왔을 때 갑자기 동굴문이 닫혔다. 아롱이는 친구들을 꺼내기 위해 문을 열려고 했지만 문이 너무 무거워서 혼자 열 수 없어 급히 마을에 도움을 구하러 온 것이었다. 줌비니들은 즉시 16명의 구조대를 결성해서 친구들을 구하러 떠나기로 한다.

### 스테이지구성
《줌비니 2 : 산악구출작전》의 스테이지는 전편인 《줌비니 : 수학논리여행》과 거의 유사하며 줌비니들을 데리고 목적지까지 가는 길 중간중간에 있는 퍼즐로 구성되어 있다. 퍼즐은 총 9가지가 있으며 각 퍼즐은 3단계의 난이도가 있어 퍼즐을 성공적으로 해결한 횟수에 따라 난이도가 자동적으로 변화한다.

시작 지점인 줌비니 마을에서 16마리의 줌비니를 데리고 출발하면 먼저 아기거북 징검다리, 팔루 파이프 급류타기, 빛의 공간이동 3가지의 퍼즐을 차례로 풀게 된다. 3개의 퍼즐을 푼 뒤에는 첫 번째 중간 휴식 지점이 나오고 이 지점에서 위쪽 길로 갈지 아래쪽 길로 갈지 선택할 수 있다. 위쪽 길로 갈 경우 딱정벌레의 집, 까타리 식당 2가지 퍼즐을 풀게되고, 아래쪽 길로 갈 경우 거품의 미로, 가면의 거울 2가지 퍼즐을 풀게된다. 그 다음에는 길이 합쳐져서 두 번째 중간 휴식 지점이 나온다. 두 번째 중간 휴식 지점을 지나면 스노우보드, 기쁨의 구슬 2개의 퍼즐을 풀고 최종 목적지인 불리우드에 도착하게 된다.

### 퍼즐
《줌비니 2 : 산악구출작전》의 퍼즐은 총 9가지가 있고 각각의 퍼즐은 3단계의 난이도로 나뉘어 있다. 퍼즐을 성공적으로 해결한 횟수에 따라 난이도가 자동적으로 변화한다. 퍼즐의 목록은 아래와 같다.
- 아기 거북 징검다리
- 팔루 파이프 급류타기
- 빛의 공간 이동
- 딱정벌레의 집
- 까타리 식당
- 거품의 미로
- 가면의 거울
- 스노우보드
- 기쁨의 구슬

## 줌비니 3: 아일랜드 오디세이

### 요약
《줌비니 3 : 아일랜드 오디세이》는 줌비니 시리즈의 세 번째 작품이다. 멸종될 위기에 처해있는 저블이라는 생물 종을 도와주기 위해 3단계 난이도로 구성된 7가지 퍼즐을 풀게 된다. 같은 시리즈의 이전 두 작품이 주로 줌비니들의 신체적 특성을 이용하여 수학적, 논리적인 퍼즐을 풀어가는 시스템이었던 것과 달리 줌비니들이 게임 내용과 큰 관련이 없고 생태학, 천문학, 물리학 등 과학적 지식과 사고력을 익히게 하는 것을 주된 목표로 한다.

### 줄거리
오래전 블로트들에 의해 줌비니 섬에서 내쫓긴 줌비니들은 자신들의 새로운 보금자리인 줌비니 마을에서 조화롭게 살아가고 있었다. 그러던 어느날 바다갈매기가 줌비니 마을에 날아와 줌비니들에게 그들의 고향인 줌비니 섬의 이야기를 해주었다. 바다갈매기는 줌비니 섬을 장악했던 블로트들이 줌비니 섬이 황폐화 되자 섬을 버려두고 떠나버렸다는 것을 알려주었다. 줌비니들은 줌비니 섬에 줌비니 원정대를 파견하여 상황을 알아본 결과 줌비니 섬에 사는 생물인 저블들이 멸종위기에 처해있다는 사실을 알게 되었다. 블로트들이 저블들의 먹이인 스노즐베리 수분에 필요한 나비 들을 모두 죽여버렸기 때문이었다. 줌비니 원정대는 줌비니 섬의 생태계를 회복하기 위해 저블들을 살리기로 결심하고 섬을 다시 살리기 위해 나비가 될 애벌레들을 데려오라고 줌비니 마을의 모든 이들에게 소식을 전하였다. 많은 줌비니들이 도움을 자청하고 나섰고 줌비니들은 줌비니 섬의 생태계를 살리기 위한 모험을 하게 된다.

### 스테이지구성
《줌비니 3 : 아일랜드 오디세이》의 스테이지는 이전 두개의 시리즈와 약간 차이가 있다. 줌비니들을 데리고 목적지까지 가는 길 중간중간에 있는 퍼즐을 푼다는 것은 똑같지만 중간 휴식 지점이 없고 갈림길 없이 순차적으로 모든 퍼즐을 풀면서 진행하게 되었다. 퍼즐은 총 7가지가 있으며 각 퍼즐은 3단계의 난이도가 있어 퍼즐을 성공적으로 해결한 횟수에 따라 난이도가 자동적으로 변화한다.

시작 지점인 줌비니 마을에서 12마리의 줌비니를 데리고 출발하면 날아라 투석기, 수수께끼 성벽, 천문대, 온실 속의 꽃밭, 정원에 묘목 심기, 저블 목장, DNA 헛간 7가지 퍼즐을 차례로 풀게 되고, 최종 목적지에 도달한 만큼 줌비니 섬에 저블들의 개체 수가 늘어나게 된다.

### 퍼즐
《줌비니 3 : 아일랜드 오디세이》의 퍼즐은 총 7가지가 있고 각각의 퍼즐은 3단계의 난이도로 나뉘어 있다. 퍼즐을 성공적으로 해결한 횟수에 따라 난이도가 자동적으로 변화한다. 퍼즐의 목록은 아래와 같다.
- 날아라 투석기
- 수수께끼 성벽
- 천문대
- 온실 속의 꽃밭
- 정원의 묘목 심기
- 저블 목장
- DNA 헛간

## 수상
이 항목은 줌비니 시리즈의 수상 내역 중 인터넷 뉴스 기사나 수상을 주관하는 단체의 공식 홈페이지 등을 통해 검증이 가능한 내역만 기록한 것입니다.

1997년 볼로냐 국제도서전시회 뉴미디어상

2002년 Parents' Choice Award Gold Award

대한민국 교육부 우수교육용소프트웨어 품질인정